# Eric Stanton
Eric Stanton (30 de setembro de 1926 – Março 17, 1999; nasceu com o nome de Ernest Stanzoni) foi um ilustrador, editor, e desenhista de quadrinhos  americano.
A maioria de seus trabalhos posteriores representam um papel de gênero subversivo, a reversão e cenários fetichistas de dominação. Encomendado por Irving Klaw, começando no final da década de 1940, sua série de desenhos com tema de bondage rendeu-lhe a fama de ser um artista underground . Em 1984, Stanton teve sua única exposição de arte em sua vida na Cidade de Nova York, discoteca, Danceteria.

## Biografia

### Início da vida e carreira

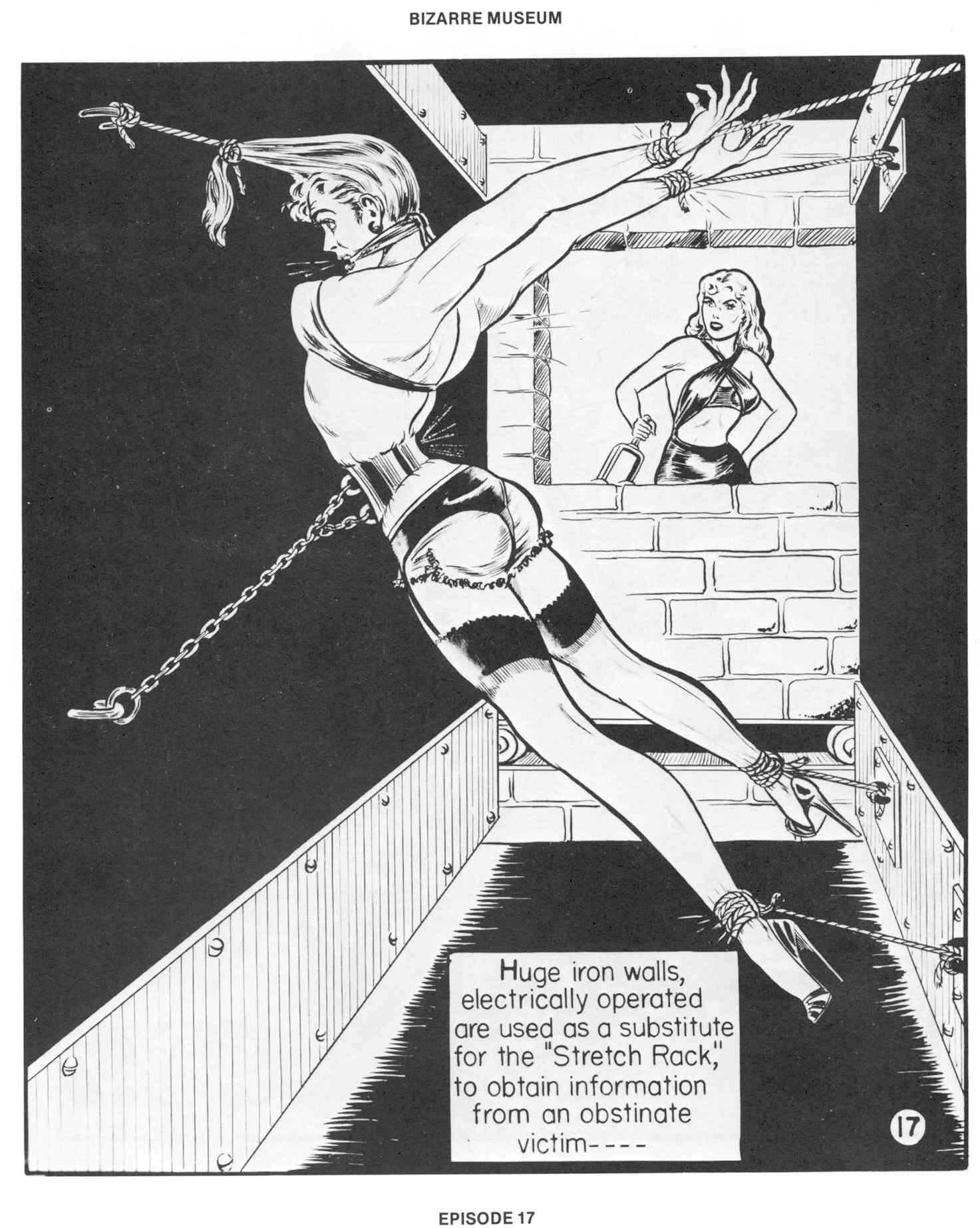
Um episódio de "Bizarre Museum", publicado originalmente em 1951-1952

Stanton nasceu e cresceu na Cidade de Nova York. Em 1948 e 1949, ele era um assistente de arte para Boody Rogers no Sparky Watts, ou Babe. Apesar de sua principal paixão ser o desenho de luta de mulheres, ele começou especializando-se no desenho de fetiche  de bondage , que eram emitidos por Irving Klaw, que vendia pin-ups e o movie stills na sua loja em 212 E. Rua 14. Na década de 1950, estudou os quadrinhos do artista Jerry Robinson e outros. Um de seus colega foi o futuro co-criador do Homem-Aranha e Doutor Estranho, Steve Ditko. Outro foi Gene Bilbrew, a quem ele apresentou a Klaw.

### Final de Carreira
A partir do final da década de 1960, Stanton apoiou-se na auto-publicação e distribuição de seu trabalho para uma rede quase subterrânea de assinantes e clientes. Sua série de quadrinhos de estantes estratificados offset, que começou em 1982, continuou até sua morte em 1999 e apresentou muitos dos seus conceitos "transgressivos" mais conhecidos, incluindo o superheroine Blunder Broad e o Amazon-like Princkazons.

#### Princkazons
Com a "Senhora Princker", Stanton e Shaltis (bem como Throne e Winter) criou o Princkazons um enredo em que nas mulheres em todo o mundo cresciam de penis femininos de grandes dimensões, ou "princks". Essas mulheres também cresciam mais alto e mais forte do que os homens e começaram a dominar e humilhar os homens em público, incluindo facesitting, urofagia, coprofagia e estupro anal e oral.

## Legado
A partir de meados da década de 1970, Bélier Press, Nova Iorque, editor de arte de fetiche vintage, reimprimiu muitas dos quadrinhos de Stanton em seus 24-volumes da série Bizarro Comix .[carece de fontes?] Os Títulos, principalmente a partir da década de 1950 e 1960, incluem: Dianna's Ordeal, Perils of Dianna, Priscilla: Queen of Escapes, Poor Pamela, Bound in Leather, Duchess of the Bastille, Bizarre Museum, Pleasure Bound, Rita's School of Discipline, Mrs. Tyrant's Finishing School, Fifi Chastises Her Maids, A Hazardous Journey, Helga's Search for Slaves, Madame Discipline, and Girls' Figure Training Academy.